# MG36
Das MG36 ist ein leichtes Maschinengewehr von Heckler & Koch auf Basis des Sturmgewehrs HK G36. Zusammen mit diesem wurde es Mitte der 1990er Jahre erfolgreich erprobt und später unter den NATO-Versorgungsnummern 1005-12-336-6892 und 1005-12-336-6893 eingeführt.

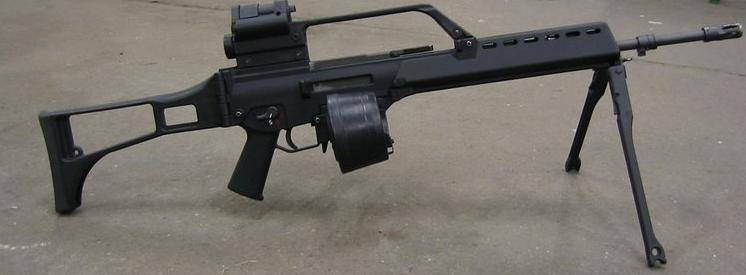
Ein HK G36 mit Beta-C-Magazin in einer dem MG36 ähnlichen Konfiguration zur Darstellung

Da wie beim Sturmgewehr der Lauf fest mit dem Gehäuse verbunden und so ein gefechtsmäßiger Laufwechsel nach längerem Feuerstoß nicht möglich ist, wird das MG36 als leichte Unterstützungswaffe in der Infanteriegruppe angesehen.
Die technischen Daten und Funktionen sind identisch mit denen des G36, wobei das Rohr des MG36 zwischen Patronenlager und Gasentnahme verstärkt ist. Die deshalb um 20 % höhere Masse des Rohres erhöht dessen Gewicht um 135 g. Das MG36 besitzt konventionell ein Zweibein und die Munitionszufuhr erfolgt über ein 100 Patronen fassendes Trommelmagazin, es kann jedoch auch mit dem 30 Patronen fassenden Kurvenmagazin des G36 benutzt werden, da es mit diesem bis auf kleine Details wie dem stärkeren Lauf nahezu baugleich ist.
Im Juli 1995 wurde das MG36 durch den Bund mit einer Stückzahl von 4.700 Stück bei Heckler & Koch bestellt, jedoch aufgrund eines seitens der Bundeswehr gewünschten Änderungsvertrags aus dem Oktober 1997 schließlich „bis auf Weiteres“ nicht beschafft. Die Mehrleistungen gegenüber dem G36 wurden als zu marginal eingestuft. Allerdings wird das G36 in der Bundeswehr mit Zweibein und Trommelmagazin verwendet, was zu Verwechslungen mit dem MG36 führen kann.
Im Rahmen des IdZ-Programms wurde acht Jahre später das HK MG4 mit gleichem Kaliber – jedoch leicht verändertem Rohr – eingeführt.